# Robert de Loritello
Robert de Loritello (en italien: Roberto di Loritello ; en latin: Robertus de Loritello ou Robertus de Lauritello: né avant 1046 – † 1107) est un baron italo-normand apparenté à la Maison de Hauteville.

## Biographie
Natif du duché de Normandie, Robert de Loritello est le fils aîné de Godefroi de Hauteville, l'un des douze fils de Tancrède de Hauteville, petit seigneur normand du Cotentin. Il accompagne probablement son père Godefroi en Italie méridionale dans les années 1050, et devient le premier comte de Loritello (Molise) en 1061 (primo comiti de Loritello).
Comme son père, Robert commence sa carrière militaire dans les Abruzzes, s'avançant en 1070 jusqu'à Ortona (province de Chieti) et s'emparant de terres appartenant à la Papauté. Sans surprise, il est excommunié en 1075 par le pape Grégoire VII qui reproche en plus à Robert de Loritello d'être un « insolent sans Dieu ». La même année, il nomme son frère cadet Drogon, comte de Chieti.
Réconcilié avec la Papauté, il participe en 1084 avec son oncle Robert Guiscard, duc d'Apulie, de Calabre et de Sicile, à la libération du pape Grégoire VII, retranché à Rome dans le château Saint-Ange et menacé par l'empereur germanique Henri IV. Les troupes « normandes » (composées surtout de mercenaires sarrasins) libèrent le pape mais pillent et saccagent Rome qui est livrée aux flammes : le pape, épouvanté par ces horreurs et menacé par le mécontentement populaire, doit fuir la ville et suivre ses « libérateurs », se fixant à Salerne.
En 1084-1085, Robert de Loritello participe à la deuxième expédition byzantine de Robert Guiscard. À la mort de ce dernier, il fut un fidèle du fils et successeur de Guiscard, Roger Borsa, dont il fut le tuteur, pourtant secoué par de nombreuses révoltes de barons.
Vers la fin de sa vie, Robert de Loritello prit le titre de comes Dei gratia (« comte par la grâce de Dieu ») et comes comitorum (« comte des comtes »).
Son fils Robert († vers 1135) lui succéda.